# إلكترونيات تماثلية

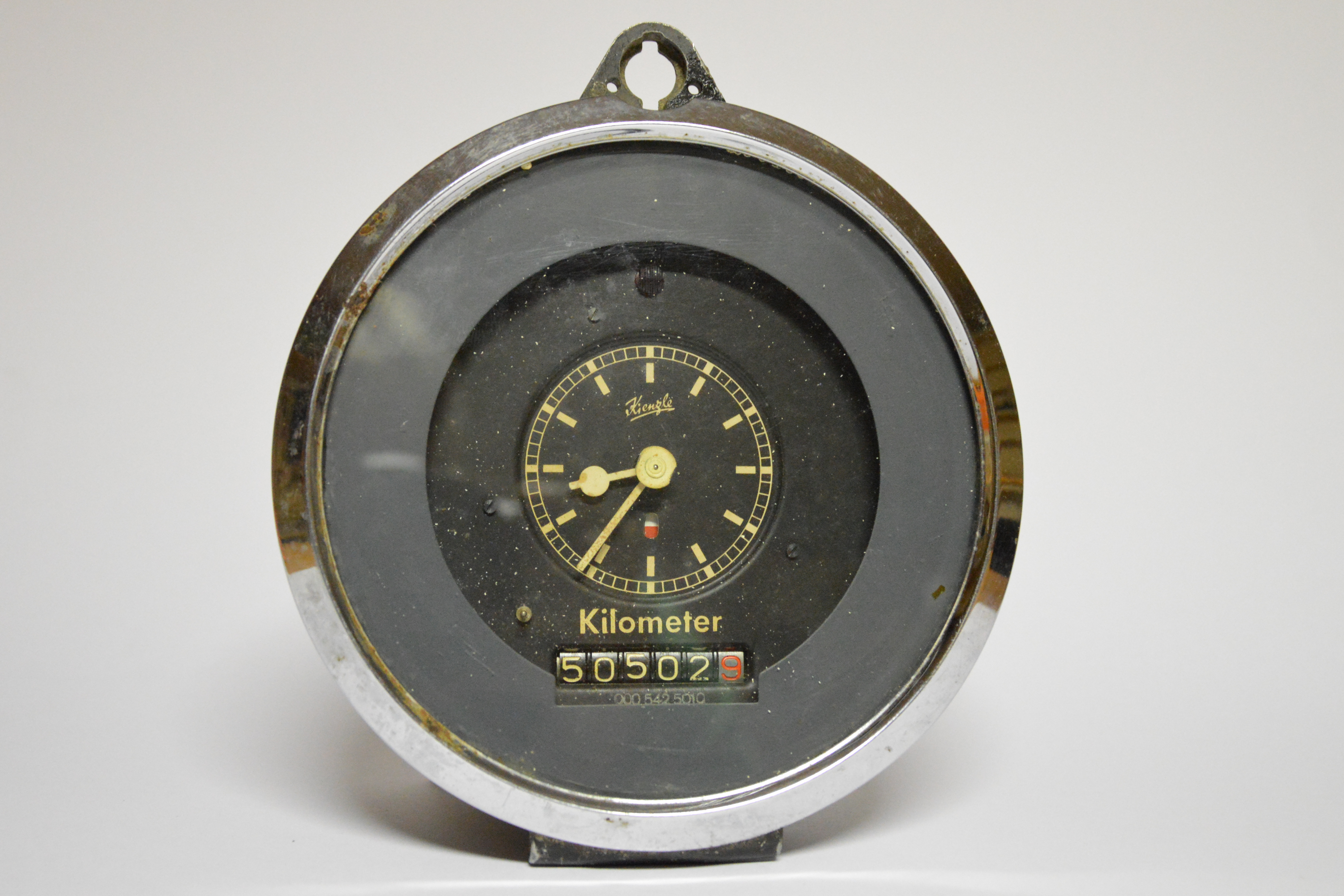
عداد تاكوجراف يعمل باشارة تناظرية من شركة Kienzle.

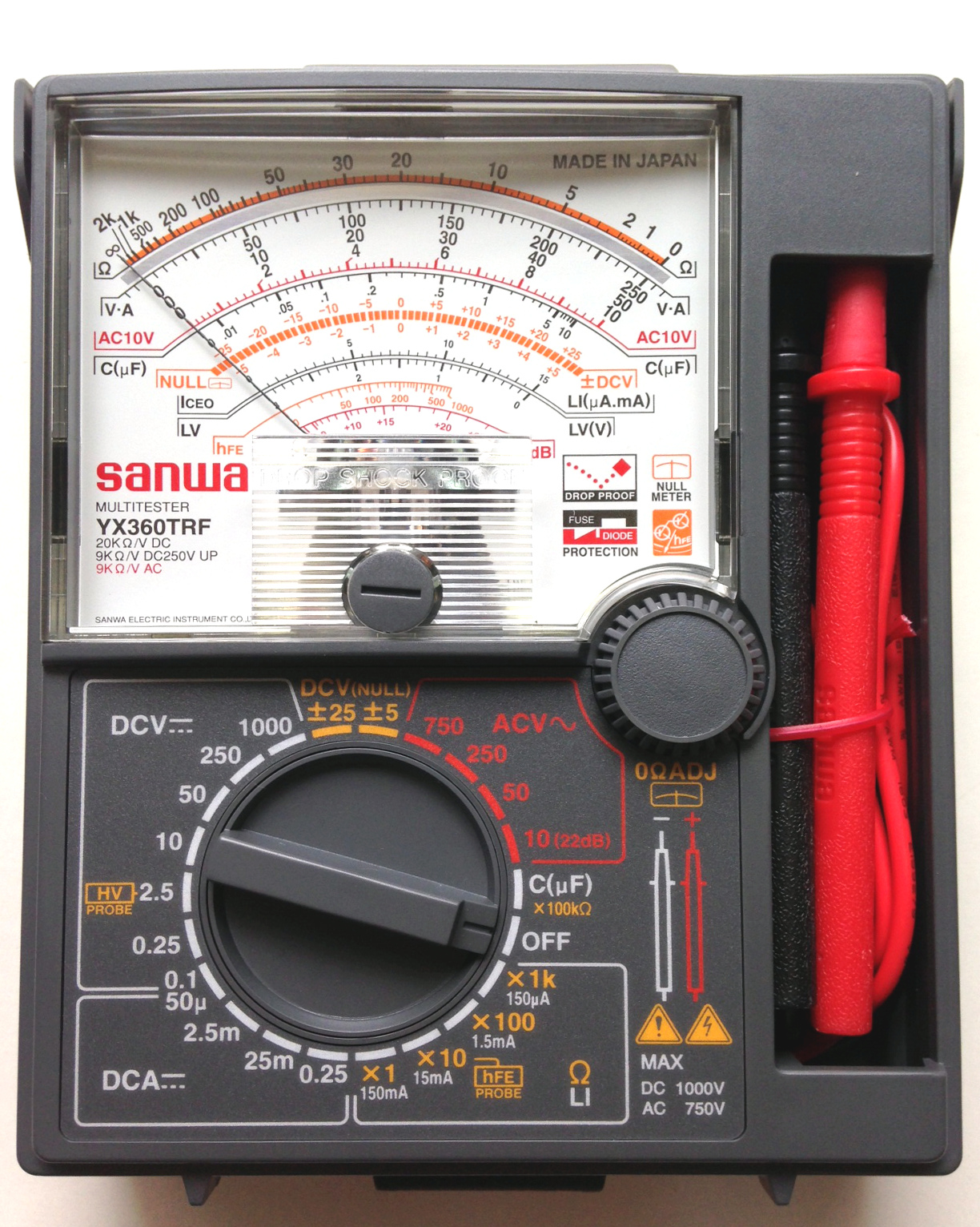
ملتميتر يعمل باشارة تناظرية، من شركة Sanwa اليابانية موديل YX360TRF.

الإلكترونيات التشابهية أو التماثلية هي الأنظمة الإلكترونية التي تتعامل مع إشارات مستمرة التغير. بالمقارنة مع الإلكترونيات الرقمية حيث تأخذ الإشارة دائما أحد مستويين (0 أو 1). ويعبر تعبير التناظرية عن تناسب العلاقة بين الإشارة (signal) والجهد الكهربائي أو شدة التيار الذي يعبر عن تلك الإشارة.

## إشارات تشابهية
تغير الإشارات الإلكترونية واحدة من خواصها لتوصيل المعلومة، فإذا كانت المعلومة مثلا درجة الحرارة، فهي توصلها بتغير في الجهد الكهربائي أو تغير في شدة التيار أو تغير في التردد. وبهذا تتحول المعلومات إلى نوع أخر، فمثلا الكميات الفيزيائية مثل (الصوت، والضوء، والضغط أو الموقع، أو اللون) تتحول إلى إشارات كهربائية و تُرْسَل على هذه الصورة.